# Guaviare
Pour l’article homonyme, voir Río Guaviare.
Le Guaviare est l'un des 32 départements qui, avec Bogota, le district de la capitale, forme la Colombie. Sa capitale est San José del Guaviare. Il est situé dans la région amazonienne, bordé au nord par le Meta, au nord-est par Vichada, à l'est par Guainía et au sud par Vaupés et Caquetá.
Il a été créé le 4 juillet 1991 par la nouvelle Constitution politique de la Colombie. Jusqu'à cette date, il s'agissait d'un territoire national ayant le statut de commissariat, qui avait été séparé de l'ancien commissariat de Vaupés le 23 décembre 1977. Toutes ses municipalités font partie des territoires de concentration du PDET.

## Histoire

### XIXeetXXesiècles

La province de Popayán en 1810.
Le département de Boyacá en 1825.
Le Territoire National du Caquetá en 1855.
L'État souverain de Cauca en 1863.
Le Gran Vaupés en 1958.
Le département de Guaviare depuis 1963.

## Géographie

### Géographie physique

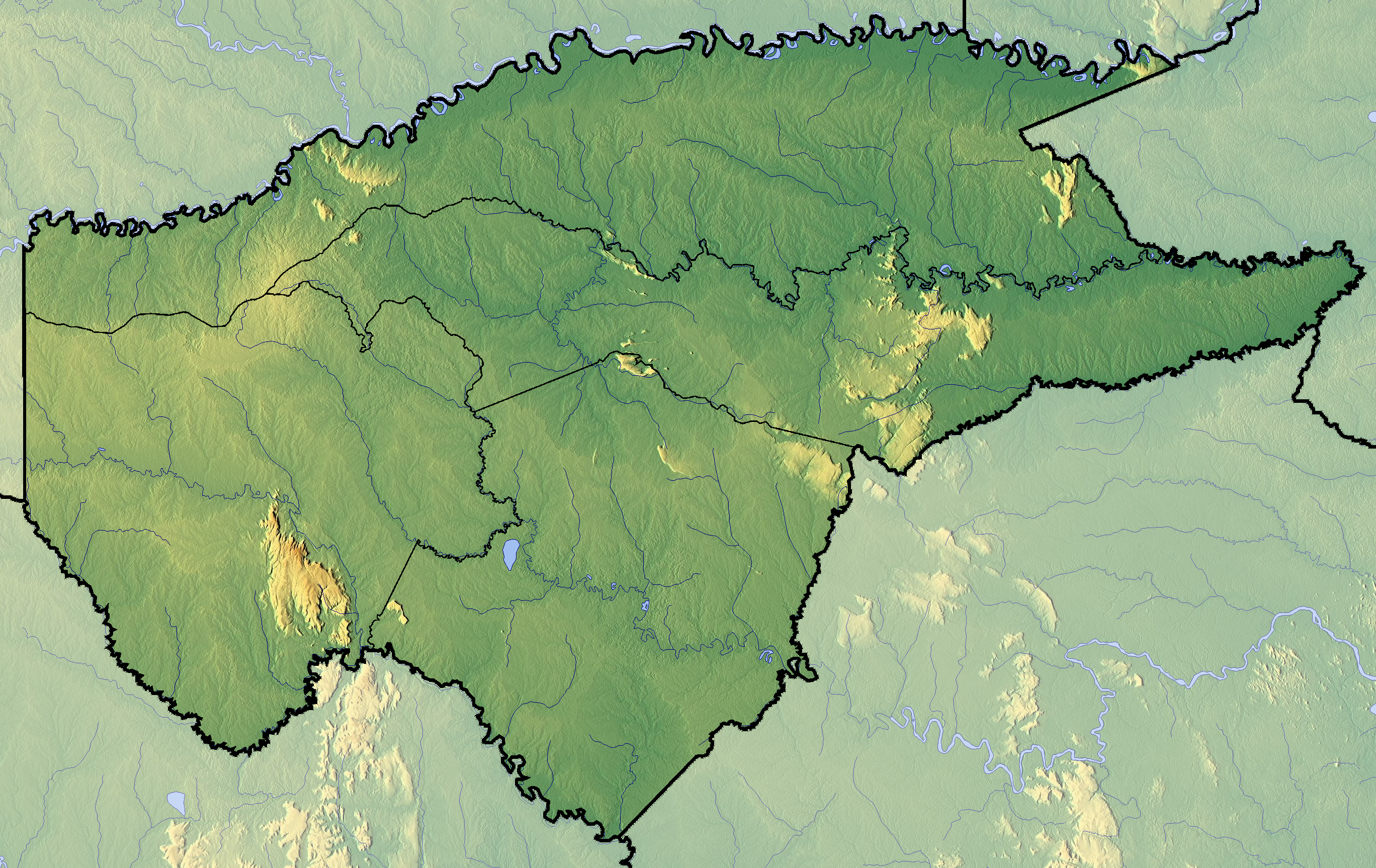
Carte topographique du Guaviare.

Le département de Guaviare est situé au sud-est de la Colombie, dans la région amazonienne. Il est bordé au sud par le département de Caquetá, au sud-est par celui de Vaupés, à l'est par le département de Guainía, au nord-est par celui de Vichada et au nord et l'ouest par celui de Meta.
Le département de Guaviare ne possède pas de relief particulier. Il est constitué de vastes forêts baignées par de nombreux cours d'eau.
Le Guaviare a une importante hydrographie. Sa frontière nord suit le cours du río Guaviare, sa frontière sud suit celui du río Apaporís tandis que dans le centre du département se trouve la source du río Vaupés.

### Découpage administratif

Municipalités de Guaviare

Le département de Guaviare, peu peuplé, est divisé en quatre municipalités. Sa capitale est San José del Guaviare.
| Municipalité          | Superficie (km2) | Population (2005) | Densité (hab./km2) |
| --------------------- | ---------------- | ----------------- | ------------------ |
| Calamar               | 14 300           | 6 094             | 0,43               |
| El Retorno            | 12 958           | 4 119             | 0,32               |
| Miraflores            | 12 914           | 6 706             | 0,52               |
| San José del Guaviare | 16 654           | 39 839            | 2,39               |

## Démographie

### Population
La population totale en 2018 s'établissait à 73'081 habitants .

### Ethnographie
Selon le recensement de 2005, 4,3 % de la population du Guaviare se reconnait comme étant « indigène », c'est-à-dire descendant d'ethnies amérindiennes et 5,9 % se définit comme afro-colombienne.
Le peuple indigène des Nukak a subi la violence du conflit armé colombien et a été déplacé au fil du conflit depuis la fin du XXe siècle. Ils vivent dans des campements précaires à la périphérie de zones rurales et vivent de mendicité. Selon diverses ONG, de nombreux enfants et adolescents finissent entre les mains de réseaux proxénètes qui échangent faveurs sexuelles contre de la nourriture, et certains d'entre eux sont dépendants à la drogue. En outre, ils subissent un « phénomène croissant de viols de mineurs indigènes dans la région de Guaviare par des hommes blancs majoritairement plus âgés, dont certains sont des militaires », souligne une enquête du média Univision Noticias. Début 2023, 118 membres de l'armée colombienne et un membre de l'armée américaine font l'objet d'une enquête pour ces crimes.